# Let It Shine
Pour plus de détails, voir Fiche technique et Distribution.
Let It Shine est un téléfilm américain de la collection Disney Channel Original Movie réalisé par Paul Hoen, avec Tyler James Williams, Coco Jones, Trevor Jackson et Brandon Mychal Smith. Le film suit l'histoire d'un rappeur timide et talentueux écrivant des vers romantiques pour son meilleur ami à l'attention d'une fille dont le jeune musicien est lui-même amoureux, similairement à la pièce Cyrano de Bergerac. Le film a été diffusé pour la première fois sur Disney Channel en Amérique du nord le 15 juin 2012, et le 13 novembre de la même année en France.

## Synopsis
À Atlanta en Géorgie, Cyrus est un jeune musicien talentueux œuvrant comme chef de chœur dans l'église baptiste où officie son père comme pasteur. Timide et soucieux de l'opinion de son père qui désapprouve le rap, il écrit des textes sous le pseudonyme d'« Authentique » (« Truth »  dans la version originale). Il travaille également comme serveur dans un club, sans le mentionner à ses parents, jusqu'au jour où une amie d'enfance, Roxanne, dit « Roxie », devenue une star de la musique, y organise un concours de chanson.
Roxie choisit la chanson de Truth, mais à la suite d'un quiproquo c'est Kris, le meilleur ami de Truth, qui est désigné vainqueur. Kris convainc Truth de le laisser se faire passer pour l'auteur de la chanson pour mieux pouvoir séduire Roxie. Et alors que Kris utilise les vers de Cyrus et se rapproche de Roxie, le jeune rappeur commence à regretter sa décision. Cyrus et Roxie ont tout de même l'occasion de mieux faire connaissance au fil du temps, et la jeune fille se rend compte qu'elle a plus de facilité à communiquer avec lui qu'avec Kris.
Alors que Cyrus avait invité Roxie à chanter lors d'un office à l'église, son père livre un sermon accusateur et humiliant à l'encontre de la jeune fille, l'accusant de vivre dans l'« hip-hop-crisie ». Poussé par sa femme, le pasteur finit par aller au club où travaille son fils pour s'excuser auprès de Roxie. Il découvre alors que Cyrus y travaille et écrit des textes de rap. Bien qu'initialement furieux, il finit par réaliser que les textes de son fils portent un message positif et en accord avec la morale chrétienne.
Le conflit entre Cyrus et Kris atteint son paroxysme avec une altercation physique au club entre les deux amis. Poussés par le propriétaire du club, ils finissent par faire la paix et Kris laisse Cyrus monter sur scène à sa place pour chanter avec Roxie. Au cours de la chanson, Cyrus révèle la vérité à la jeune fille et lui avoue ses sentiments. Outrée et trahie, Roxie quitte la scène et refuse d'entendre les excuses des deux garçons. Plus tard dans la soirée, Cyrus remporte un trophée en affrontant sur scène un rappeur arrogant au cours d'un battle.
Kris finit par convaincre Roxie qu'ils n'avaient pas l'attention de la blesser et que Cyrus est vraiment la bonne personne avec qui elle devrait être. Roxie retourne à l'église, retrouve Cyrus et l'enlace.

## Fiche technique
- Titre original : Let It Shine
- Réalisation :  Paul Hoen
- Société de production : Disney Channel
- Société de distribution : Disney Channel
- Dates de première diffusion : 
  - États-Unis : 15 juin 2012
  - France : 13 novembre 2012

## Distribution
- Tyler James Williams (VFB : Sébastien Hébrant) : Cyrus DeBarge/Truth
- Coco Jones (VFB : Mélanie Dermont) : Roxanne Andrews/Roxie
- Trevor Jackson (VFB : Gauthier de Fauconval) : Kris McDuffy
- Brandon Mychal Smith (VFB : Antoni Lo Presti) : Bling
- Courtney B. Vance (VFB : Philippe Résimont) : Jacob DeBarge, le père de Cyrus
- Dawnn Lewis (VFB : Bernadette Mouzon) : Gail DeBarge, la mère de Cyrus
- Nicole Sullivan (VFB : Valérie Lemaître) : Lyla, l'agente de Roxanne
- Alex Désert : Levi, le gérant du club
- Shay Roundtree : le présentateur du battle
- Algee Smith : Da Boss, un rappeur
- Hans Daniels : Phantom, un rappeur
- Courtney Gray : Revelation, un rappeur

## Récompenses
Le film a obtenu 4 prix .
- 2013 : Black Reel Awards : Meilleur acteur dans un second rôle : Courtney B. Vance.
- 2013 : Directors Guild of America : Réalisation exceptionnelle dans les programmes pour enfants.
- 2013 : Humanitas Prize : Meilleur montage son musical dans un téléfilm musical.
- 2013 : Motion Picture Sound Editors Awards : Meilleur montage son musical dans un téléfilm musical.